# KHD DG 2000 CCM
Die DG 2000 CCM ist eine Diesellokomotiv-Bauart des Herstellers Klöckner-Humboldt-Deutz (KHD). Das sechsachsige Fahrzeug verfügt über zwei lange Hauben, was zu einem markanten Erscheinungsbild führt. Auf jeder Lokseite ist je eine Antriebseinheit eingebaut, die auf ein Drehgestell wirkt.
Die für Privatbahnlokomotiven sehr großen, in den 1960ern gebauten Loks werden bis heute eingesetzt, die letzte, die Nummer 34 der WLE, wurde bei einem Zugunglück im Juli 2007 stark beschädigt.
Im Deutschen Fahrzeugeinstellungsregister wurde für diese Bauart die Baureihennummer 98 80 0421 vergeben.

## Bestand und Varianten
Tatsächlich als DG 2000 CCM gebaut wurden nur drei Loks der Osthannoverschen Eisenbahnen. Dort erhielten sie die Betriebsnummer 2000 91 bis 93 und die Namen Celle, Lüneburg und Berlin. Von ihnen ist nur die 2000 92 Lüneburg noch im Originalzustand vorhanden. Die Lok kam über einen Lokhändler zu Voith Turbo in Kiel. Ein geplanter Umbau kam nicht zustande, sodass sie verschrottet werden sollte. Die AVL Lüneburg verhinderte das 2021 durch den Ankauf der Lok und arbeitete sie vorerst äußerlich wieder auf. (2022)
Die 2000 91 Celle diente als Grundlage für die von Voith gebaute Revita Twin 1700 CC. Die Revita wird im Lokpool der Firma Northrail eingesetzt. Die 2000 93 ist heute – mit neuem Motor und Aufbau – die WLE 30.
Die WLE 34 war ursprünglich eine vierachsige KHD DG 2000 BBM, wurde aber später auf sechs Achsen umgebaut.
Zwei weitere Loks waren umgebaute KHD DG 1600 CCM mit ursprünglich nur 1600 PS, dabei handelte es sich um die KNE DG 201 und 202 (beide mit neuem Aufbau modernisiert).